# Zalmoxes
Zalmoxes é um gênero de dinossauro ornitópode rabdodontídeo da era Maastrichtiana do Cretáceo Superior no que é hoje a Romênia. O gênero é conhecido a partir de espécimes primeiramente nomeados como a espécie Mochlodon robustum em 1899 por Franz Nopcsa antes de ser reclassificado como Rhabdodon robustum por ele em 1915. Em 1990, este nome foi corrigido para Rhabdodon robustus por George Olshevsky e, em 2003, a espécie foi mais uma vez reclassificada como a espécie-tipo Zalmoxes robustus. O nome genérico refere-se à divindade dácia Zalmoxis e robustus refere-se à robustez dos restos mortais. Também em 2003, outra espécie foi nomeada, Zalmoxes shqiperorum, nomeada em homenagem ao nome albanês para albaneses.

## Descoberta

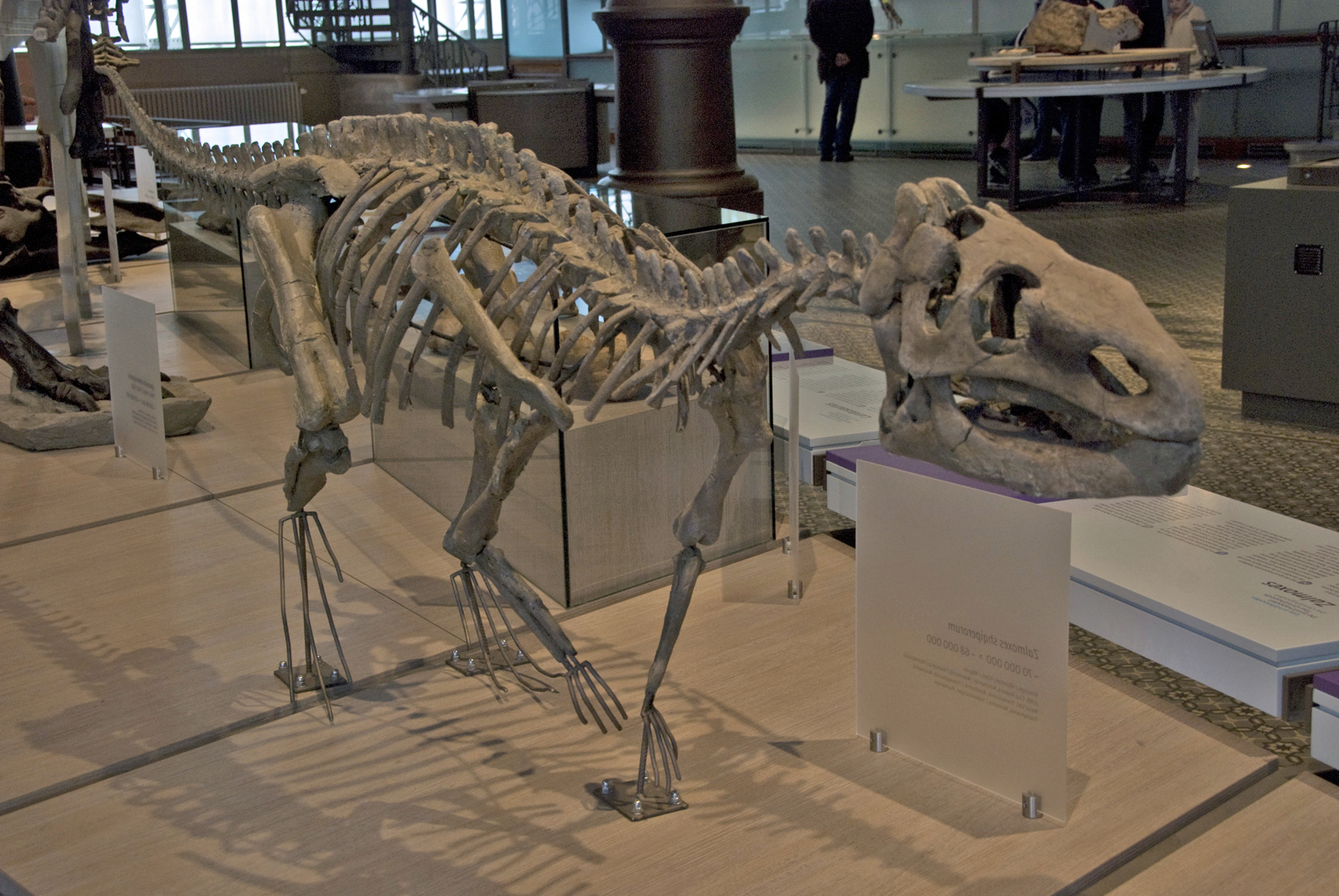
O esqueleto de Zalmoxes shqiperorum

Zalmoxes foi conhecido pela primeira vez a partir de numerosos fósseis encontrados na Transilvânia, que foram nomeados como a espécie Mochlodon robustus pelo Barão Franz Nopcsa em 1899. O nome específico referia-se à sua constituição robusta. Em 1915, Nopcsa renomeou a espécie para Rhabdodon robustum, alterado em 2003 por David B. Weishampel, Coralia-Maria Jianu, Zoltan Csiki e David B. Norman. Weishampel e equipe publicaram em 2003 um artigo sobre novos restos da Romênia, que eles descobriram representar uma nova espécie. Eles consideraram que R. robustus era suficientemente diferente de Rhabdodon e nomearam o novo gênero Zalmoxes para o primeiro. O gênero se refere à divindade trácia Zalmoxis (às vezes escrito Zalmoxes), que se retirou por três anos em uma cripta para ser ressuscitado no quarto ano. Da mesma forma, o animal Zalmoxes havia sido libertado de sua sepultura fóssil para alcançar a imortalidade taxonômica. O artigo sobre nomenclatura explicou isso ainda mais, referindo-se a uma lenda grega segundo a qual Zalmoxes era escravo de Pitágoras quando viajou para a Dácia e foi deificado pelo povo dácio. Além disso, Weishampel et al. nomearam os novos espécimes de Zalmoxes shqiperorum, em homenagem a Shqiperia, o nome albanês para a Albânia, com a qual Nopcsa tinha uma relação especial. Um espécime agora é atribuído ao Telmatosaurus, enquanto outro espécime também é suspeito de pertencer a esse gênero com base na morfologia similar de basicrania.

## Descrição

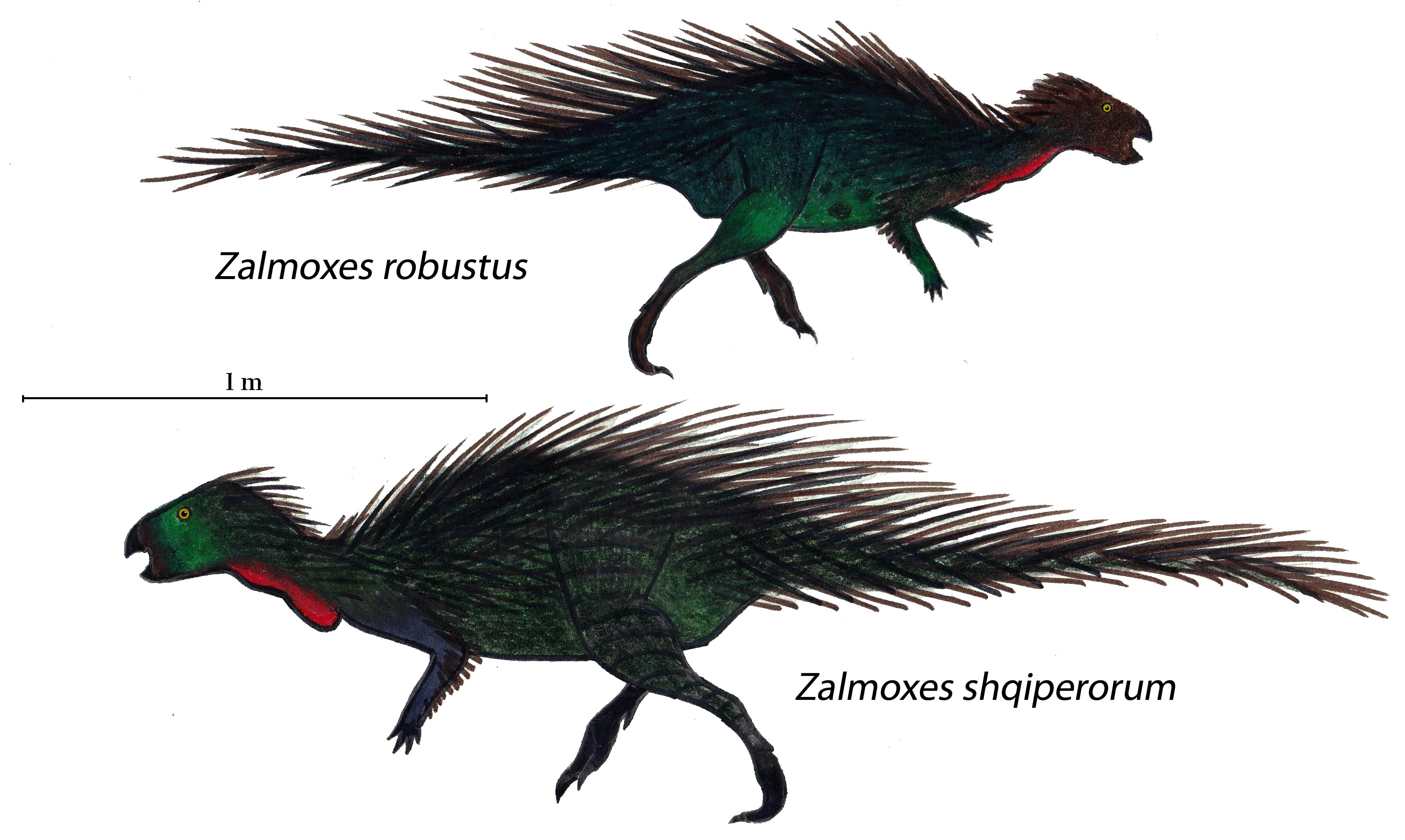
Ilustrações de Z. robustus e Z. shqiperorum em escala

Zalmoxes é um gênero relativamente pequeno de herbívoro bípede com uma grande cabeça triangular e um bico. Z. shqiperorum é a espécie maior, conhecida por um subadulto de 2,5 m de comprimento, bem como um juvenil inicial de 1,2 m de comprimento, enquanto os subadultos de Z. robustus variam de 2 a 2,4 m de comprimento. Um adulto Z. robustus teria medido até 2,5 m de comprimento e 45 kg de massa corporal. Uma espécie sem nome de Zalmoxes é conhecida por tamanhos maiores, com um adulto de 2,9 m de comprimento. Embora Nopcsa pensasse que o pequeno tamanho dos Zalmoxes era devido ao nanismo insular, Attila Ösi e colegas descobriram que ele estava mais próximo do tamanho do ancestral rabdodontídeo, com o Rhabdodon maior e o Mochlodon menor tendo gigantismo insular e nanismo insular, respectivamente. No entanto, quando as espécies de Zalmoxes são levadas em consideração separadamente, pode-se ver que Z. shqiperorum continuou a tendência geral de tamanho de Orodromeus a Tenontosaurus, enquanto Z. robustus pode ter tido um ligeiro nanismo. Os Zalmoxes tinham uma taxa de crescimento relativamente lenta e um longo período de crescimento, sugerindo que este dinossauro pode ter tido uma estratégia de crescimento única.

Zalmoxes robustus (roxo) comparado em tamanho com um humano e outros iguanodontianos

Z. robustus é conhecido em cerca de 80% do crânio. No entanto, nenhum crânio articulado completo é conhecido, e a maioria dos ossos não se sobrepõem e são encontrados isolados. Weishampel et al. descobriram que estes provavelmente representavam um indivíduo, já que os ossos eram da mesma formação e são da mesma cor. Quatro indivíduos foram identificados por Nopcsa para Z. robustus, e a partir deles pode-se ver que há variação esquelética na espécie. Assim como com o material craniano, as vértebras de Z. robustus são frequentemente encontradas isoladas. Todas as regiões da coluna vertebral são representadas no registro fóssil, embora nenhuma placa esternal tenha sido encontrada ainda. O sacro inclui três vértebras, com duas sacrodorsais (vértebras dorsais no sacro) e três sacrocaudais (vértebras caudais no sacro). Os ossos dos membros e da cintura também são bem representados, com apenas as mãos (manus) e os pés (pes) ausentes.
Embora menos conhecido que o Z. robustus, o Z. shqiperorum ainda é conhecido a partir de uma quantidade relativamente grande do esqueleto. Apenas dois esqueletos quase completos são conhecidos, o holótipo adulto e um juvenil referido. A mandíbula inferior (dentário) do Z. shqiperorum é relativamente mais curta que a equivalente em Z. robustus, embora seja muito maior. tendões ossificados são conhecidos do espécime juvenil, mostrando que eram circulares ou elípticos em seção transversal e tinham finas estrias no Z. shqiperorum. Vértebras cervicais, dorsais e caudais são conhecidas do Z. shqiperorum, embora as duas primeiras sejam representadas apenas por material juvenil. Um sacro articulado completo é conhecido para o Z. shqiperorum, com três vértebras e pelo menos duas sacrodorsais. Não se conhece nenhum material manual da espécie, embora sejam conhecidos um metatarso e algumas falanges.

## Classificação

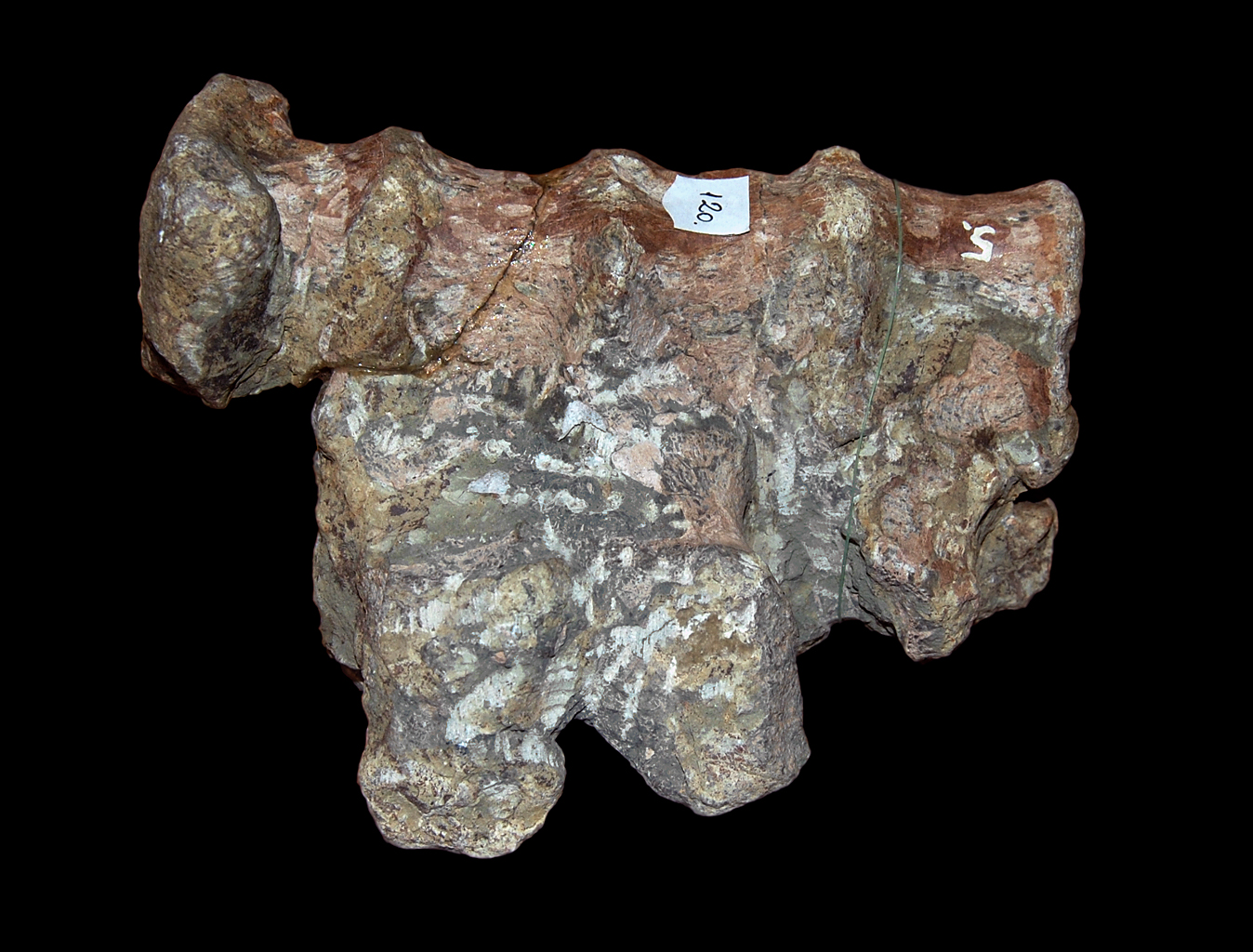
Sacro articulado de Zalmoxes

As espécies de Mochlodon, Rhabdodon e Zalmoxes tiveram, por muito tempo, um posicionamento filogenético incerto, sendo referidas a várias famílias. Nopcsa (1901) também referiu o gênero a Hypsilophodontidae e sugeriu afinidades com Camptosaurus em 1902, 1904 e 1915. Nopcsa (1915) também percebeu que Rhabdodon e Mochlodon podem ser congêneres, colocando o complexo em Camptosauridae.
Durante o meio século seguinte, pesquisadores taxonômicos encontraram Rhabdodon e Mochlodon dentro de Camptosauridae ou Iguanodontidae. No entanto, Paul Sereno (1986) descobriu que Rhabdodon e Mochlodon estavam dentro de Iguanodontia. O ICZN (1988) resolveu essa complicação, selecionando o ornitópode Rhabdodon como tendo prioridade sobre Mochlodon. A partir desta publicação, os cientistas começaram a situar Rhabdodon e Mochlodon dentro de Euornithopoda. Em 2003, Weishampel et al. nomearam uma nova família para Mochlodon, Rhabdodon, e o novo gênero Zalmoxes. Esta família, Rhabdodontidae, foi classificada como derivada dentro de Iguanodontia. Estudos posteriores corroboram esta classificação de Rhabdodontidae, filogeneticamente entre Talenkauen e Tenontosaurus.
Abaixo estão duas possíveis filogenias de Rhabdodontidae por McDonald et al. (2010; esquerda), e Ösi et al. (2012; direita).
|  | Muttaburrasaurus                                       |
|  |                                                        |
|  | Rhabdodon                                              |
|  |                                                        |
|  | \| \| Mochlodon \| \| \| \| \| \| Zalmoxes \| \| \| \| |
|  |                                                        |
|  | Mochlodon                                              |
|  |                                                        |
|  | Zalmoxes                                               |
|  |                                                        |

|  | Mochlodon |
|  |           |
|  | Zalmoxes  |
|  |           |

|  | Tenontosaurus |
|  |               |
|  | Dryomorpha    |
|  |               |

|  | Muttaburrasaurus                                       |
|  |                                                        |
|  | Rhabdodon                                              |
|  |                                                        |
|  | \| \| Mochlodon \| \| \| \| \| \| Zalmoxes \| \| \| \| |
|  |                                                        |
|  | Mochlodon                                              |
|  |                                                        |
|  | Zalmoxes                                               |
|  |                                                        |

|  | Mochlodon |
|  |           |
|  | Zalmoxes  |
|  |           |

|  | Tenontosaurus |
|  |               |
|  | Dryomorpha    |
|  |               |

|  | Muttaburrasaurus                                       |
|  |                                                        |
|  | Rhabdodon                                              |
|  |                                                        |
|  | \| \| Mochlodon \| \| \| \| \| \| Zalmoxes \| \| \| \| |
|  |                                                        |
|  | Mochlodon                                              |
|  |                                                        |
|  | Zalmoxes                                               |
|  |                                                        |

|  | Mochlodon |
|  |           |
|  | Zalmoxes  |
|  |           |

|  | Tenontosaurus |
|  |               |
|  | Dryomorpha    |
|  |               |

|  | Muttaburrasaurus                                       |
|  |                                                        |
|  | Rhabdodon                                              |
|  |                                                        |
|  | \| \| Mochlodon \| \| \| \| \| \| Zalmoxes \| \| \| \| |
|  |                                                        |
|  | Mochlodon                                              |
|  |                                                        |
|  | Zalmoxes                                               |
|  |                                                        |

|  | Mochlodon |
|  |           |
|  | Zalmoxes  |
|  |           |

|  | Tenontosaurus |
|  |               |
|  | Dryomorpha    |
|  |               |

|  | Muttaburrasaurus                                       |
|  |                                                        |
|  | Rhabdodon                                              |
|  |                                                        |
|  | \| \| Mochlodon \| \| \| \| \| \| Zalmoxes \| \| \| \| |
|  |                                                        |
|  | Mochlodon                                              |
|  |                                                        |
|  | Zalmoxes                                               |
|  |                                                        |

|  | Mochlodon |
|  |           |
|  | Zalmoxes  |
|  |           |

|  | Tenontosaurus |
|  |               |
|  | Dryomorpha    |
|  |               |

|  | Muttaburrasaurus                                       |
|  |                                                        |
|  | Rhabdodon                                              |
|  |                                                        |
|  | \| \| Mochlodon \| \| \| \| \| \| Zalmoxes \| \| \| \| |
|  |                                                        |
|  | Mochlodon                                              |
|  |                                                        |
|  | Zalmoxes                                               |
|  |                                                        |

|  | Mochlodon |
|  |           |
|  | Zalmoxes  |
|  |           |

|  | Tenontosaurus |
|  |               |
|  | Dryomorpha    |
|  |               |

|  | Muttaburrasaurus                                       |
|  |                                                        |
|  | Rhabdodon                                              |
|  |                                                        |
|  | \| \| Mochlodon \| \| \| \| \| \| Zalmoxes \| \| \| \| |
|  |                                                        |
|  | Mochlodon                                              |
|  |                                                        |
|  | Zalmoxes                                               |
|  |                                                        |

|  | Mochlodon |
|  |           |
|  | Zalmoxes  |
|  |           |

|  | Tenontosaurus |
|  |               |
|  | Dryomorpha    |
|  |               |

|  | Muttaburrasaurus                                       |
|  |                                                        |
|  | Rhabdodon                                              |
|  |                                                        |
|  | \| \| Mochlodon \| \| \| \| \| \| Zalmoxes \| \| \| \| |
|  |                                                        |
|  | Mochlodon                                              |
|  |                                                        |
|  | Zalmoxes                                               |
|  |                                                        |

|  | Mochlodon |
|  |           |
|  | Zalmoxes  |
|  |           |

|  | Tenontosaurus |
|  |               |
|  | Dryomorpha    |
|  |               |

|  | Dryomorpha    |
|  |               |
|  | Tenontosaurus |
|  |               |

|  | Rhabdodon                                              |
|  |                                                        |
|  | \| \| Mochlodon \| \| \| \| \| \| Zalmoxes \| \| \| \| |
|  |                                                        |
|  | Mochlodon                                              |
|  |                                                        |
|  | Zalmoxes                                               |
|  |                                                        |

|  | Mochlodon |
|  |           |
|  | Zalmoxes  |
|  |           |

|  | Dryomorpha    |
|  |               |
|  | Tenontosaurus |
|  |               |

|  | Rhabdodon                                              |
|  |                                                        |
|  | \| \| Mochlodon \| \| \| \| \| \| Zalmoxes \| \| \| \| |
|  |                                                        |
|  | Mochlodon                                              |
|  |                                                        |
|  | Zalmoxes                                               |
|  |                                                        |

|  | Mochlodon |
|  |           |
|  | Zalmoxes  |
|  |           |

|  | Dryomorpha    |
|  |               |
|  | Tenontosaurus |
|  |               |

|  | Rhabdodon                                              |
|  |                                                        |
|  | \| \| Mochlodon \| \| \| \| \| \| Zalmoxes \| \| \| \| |
|  |                                                        |
|  | Mochlodon                                              |
|  |                                                        |
|  | Zalmoxes                                               |
|  |                                                        |

|  | Mochlodon |
|  |           |
|  | Zalmoxes  |
|  |           |

|  | Dryomorpha    |
|  |               |
|  | Tenontosaurus |
|  |               |

|  | Rhabdodon                                              |
|  |                                                        |
|  | \| \| Mochlodon \| \| \| \| \| \| Zalmoxes \| \| \| \| |
|  |                                                        |
|  | Mochlodon                                              |
|  |                                                        |
|  | Zalmoxes                                               |
|  |                                                        |

|  | Mochlodon |
|  |           |
|  | Zalmoxes  |
|  |           |

|  | Dryomorpha    |
|  |               |
|  | Tenontosaurus |
|  |               |

|  | Rhabdodon                                              |
|  |                                                        |
|  | \| \| Mochlodon \| \| \| \| \| \| Zalmoxes \| \| \| \| |
|  |                                                        |
|  | Mochlodon                                              |
|  |                                                        |
|  | Zalmoxes                                               |
|  |                                                        |

|  | Mochlodon |
|  |           |
|  | Zalmoxes  |
|  |           |

|  | Dryomorpha    |
|  |               |
|  | Tenontosaurus |
|  |               |

|  | Rhabdodon                                              |
|  |                                                        |
|  | \| \| Mochlodon \| \| \| \| \| \| Zalmoxes \| \| \| \| |
|  |                                                        |
|  | Mochlodon                                              |
|  |                                                        |
|  | Zalmoxes                                               |
|  |                                                        |

|  | Mochlodon |
|  |           |
|  | Zalmoxes  |
|  |           |

|  | Dryomorpha    |
|  |               |
|  | Tenontosaurus |
|  |               |

|  | Rhabdodon                                              |
|  |                                                        |
|  | \| \| Mochlodon \| \| \| \| \| \| Zalmoxes \| \| \| \| |
|  |                                                        |
|  | Mochlodon                                              |
|  |                                                        |
|  | Zalmoxes                                               |
|  |                                                        |

|  | Mochlodon |
|  |           |
|  | Zalmoxes  |
|  |           |

|  | Dryomorpha    |
|  |               |
|  | Tenontosaurus |
|  |               |

|  | Rhabdodon                                              |
|  |                                                        |
|  | \| \| Mochlodon \| \| \| \| \| \| Zalmoxes \| \| \| \| |
|  |                                                        |
|  | Mochlodon                                              |
|  |                                                        |
|  | Zalmoxes                                               |
|  |                                                        |

|  | Mochlodon |
|  |           |
|  | Zalmoxes  |
|  |           |

|  | Dryomorpha    |
|  |               |
|  | Tenontosaurus |
|  |               |

|  | Rhabdodon                                              |
|  |                                                        |
|  | \| \| Mochlodon \| \| \| \| \| \| Zalmoxes \| \| \| \| |
|  |                                                        |
|  | Mochlodon                                              |
|  |                                                        |
|  | Zalmoxes                                               |
|  |                                                        |

|  | Mochlodon |
|  |           |
|  | Zalmoxes  |
|  |           |

|  | Dryomorpha    |
|  |               |
|  | Tenontosaurus |
|  |               |

|  | Rhabdodon                                              |
|  |                                                        |
|  | \| \| Mochlodon \| \| \| \| \| \| Zalmoxes \| \| \| \| |
|  |                                                        |
|  | Mochlodon                                              |
|  |                                                        |
|  | Zalmoxes                                               |
|  |                                                        |

|  | Mochlodon |
|  |           |
|  | Zalmoxes  |
|  |           |

|  | Dryomorpha    |
|  |               |
|  | Tenontosaurus |
|  |               |

|  | Rhabdodon                                              |
|  |                                                        |
|  | \| \| Mochlodon \| \| \| \| \| \| Zalmoxes \| \| \| \| |
|  |                                                        |
|  | Mochlodon                                              |
|  |                                                        |
|  | Zalmoxes                                               |
|  |                                                        |

|  | Mochlodon |
|  |           |
|  | Zalmoxes  |
|  |           |

|  | Dryomorpha    |
|  |               |
|  | Tenontosaurus |
|  |               |

|  | Rhabdodon                                              |
|  |                                                        |
|  | \| \| Mochlodon \| \| \| \| \| \| Zalmoxes \| \| \| \| |
|  |                                                        |
|  | Mochlodon                                              |
|  |                                                        |
|  | Zalmoxes                                               |
|  |                                                        |

|  | Mochlodon |
|  |           |
|  | Zalmoxes  |
|  |           |

|  | Dryomorpha    |
|  |               |
|  | Tenontosaurus |
|  |               |

|  | Rhabdodon                                              |
|  |                                                        |
|  | \| \| Mochlodon \| \| \| \| \| \| Zalmoxes \| \| \| \| |
|  |                                                        |
|  | Mochlodon                                              |
|  |                                                        |
|  | Zalmoxes                                               |
|  |                                                        |

|  | Mochlodon |
|  |           |
|  | Zalmoxes  |
|  |           |

|  | Dryomorpha    |
|  |               |
|  | Tenontosaurus |
|  |               |

|  | Rhabdodon                                              |
|  |                                                        |
|  | \| \| Mochlodon \| \| \| \| \| \| Zalmoxes \| \| \| \| |
|  |                                                        |
|  | Mochlodon                                              |
|  |                                                        |
|  | Zalmoxes                                               |
|  |                                                        |

|  | Mochlodon |
|  |           |
|  | Zalmoxes  |
|  |           |

|  | Dryomorpha    |
|  |               |
|  | Tenontosaurus |
|  |               |

|  | Rhabdodon                                              |
|  |                                                        |
|  | \| \| Mochlodon \| \| \| \| \| \| Zalmoxes \| \| \| \| |
|  |                                                        |
|  | Mochlodon                                              |
|  |                                                        |
|  | Zalmoxes                                               |
|  |                                                        |

|  | Mochlodon |
|  |           |
|  | Zalmoxes  |
|  |           |

|  | Dryomorpha    |
|  |               |
|  | Tenontosaurus |
|  |               |

|  | Rhabdodon                                              |
|  |                                                        |
|  | \| \| Mochlodon \| \| \| \| \| \| Zalmoxes \| \| \| \| |
|  |                                                        |
|  | Mochlodon                                              |
|  |                                                        |
|  | Zalmoxes                                               |
|  |                                                        |

|  | Mochlodon |
|  |           |
|  | Zalmoxes  |
|  |           |

|  | Dryomorpha    |
|  |               |
|  | Tenontosaurus |
|  |               |

|  | Rhabdodon                                              |
|  |                                                        |
|  | \| \| Mochlodon \| \| \| \| \| \| Zalmoxes \| \| \| \| |
|  |                                                        |
|  | Mochlodon                                              |
|  |                                                        |
|  | Zalmoxes                                               |
|  |                                                        |

|  | Mochlodon |
|  |           |
|  | Zalmoxes  |
|  |           |

|  | Dryomorpha    |
|  |               |
|  | Tenontosaurus |
|  |               |

|  | Rhabdodon                                              |
|  |                                                        |
|  | \| \| Mochlodon \| \| \| \| \| \| Zalmoxes \| \| \| \| |
|  |                                                        |
|  | Mochlodon                                              |
|  |                                                        |
|  | Zalmoxes                                               |
|  |                                                        |

|  | Mochlodon |
|  |           |
|  | Zalmoxes  |
|  |           |

|  | Dryomorpha    |
|  |               |
|  | Tenontosaurus |
|  |               |

|  | Rhabdodon                                              |
|  |                                                        |
|  | \| \| Mochlodon \| \| \| \| \| \| Zalmoxes \| \| \| \| |
|  |                                                        |
|  | Mochlodon                                              |
|  |                                                        |
|  | Zalmoxes                                               |
|  |                                                        |

|  | Mochlodon |
|  |           |
|  | Zalmoxes  |
|  |           |

|  | Dryomorpha    |
|  |               |
|  | Tenontosaurus |
|  |               |

|  | Rhabdodon                                              |
|  |                                                        |
|  | \| \| Mochlodon \| \| \| \| \| \| Zalmoxes \| \| \| \| |
|  |                                                        |
|  | Mochlodon                                              |
|  |                                                        |
|  | Zalmoxes                                               |
|  |                                                        |

|  | Mochlodon |
|  |           |
|  | Zalmoxes  |
|  |           |

|  | Dryomorpha    |
|  |               |
|  | Tenontosaurus |
|  |               |

|  | Rhabdodon                                              |
|  |                                                        |
|  | \| \| Mochlodon \| \| \| \| \| \| Zalmoxes \| \| \| \| |
|  |                                                        |
|  | Mochlodon                                              |
|  |                                                        |
|  | Zalmoxes                                               |
|  |                                                        |

|  | Mochlodon |
|  |           |
|  | Zalmoxes  |
|  |           |

|  | Dryomorpha    |
|  |               |
|  | Tenontosaurus |
|  |               |

|  | Rhabdodon                                              |
|  |                                                        |
|  | \| \| Mochlodon \| \| \| \| \| \| Zalmoxes \| \| \| \| |
|  |                                                        |
|  | Mochlodon                                              |
|  |                                                        |
|  | Zalmoxes                                               |
|  |                                                        |

|  | Mochlodon |
|  |           |
|  | Zalmoxes  |
|  |           |

|  | Dryomorpha    |
|  |               |
|  | Tenontosaurus |
|  |               |

|  | Rhabdodon                                              |
|  |                                                        |
|  | \| \| Mochlodon \| \| \| \| \| \| Zalmoxes \| \| \| \| |
|  |                                                        |
|  | Mochlodon                                              |
|  |                                                        |
|  | Zalmoxes                                               |
|  |                                                        |

|  | Mochlodon |
|  |           |
|  | Zalmoxes  |
|  |           |

|  | Dryomorpha    |
|  |               |
|  | Tenontosaurus |
|  |               |

|  | Rhabdodon                                              |
|  |                                                        |
|  | \| \| Mochlodon \| \| \| \| \| \| Zalmoxes \| \| \| \| |
|  |                                                        |
|  | Mochlodon                                              |
|  |                                                        |
|  | Zalmoxes                                               |
|  |                                                        |

|  | Mochlodon |
|  |           |
|  | Zalmoxes  |
|  |           |

|  | Dryomorpha    |
|  |               |
|  | Tenontosaurus |
|  |               |

|  | Rhabdodon                                              |
|  |                                                        |
|  | \| \| Mochlodon \| \| \| \| \| \| Zalmoxes \| \| \| \| |
|  |                                                        |
|  | Mochlodon                                              |
|  |                                                        |
|  | Zalmoxes                                               |
|  |                                                        |

|  | Mochlodon |
|  |           |
|  | Zalmoxes  |
|  |           |

|  | Dryomorpha    |
|  |               |
|  | Tenontosaurus |
|  |               |

|  | Rhabdodon                                              |
|  |                                                        |
|  | \| \| Mochlodon \| \| \| \| \| \| Zalmoxes \| \| \| \| |
|  |                                                        |
|  | Mochlodon                                              |
|  |                                                        |
|  | Zalmoxes                                               |
|  |                                                        |

|  | Mochlodon |
|  |           |
|  | Zalmoxes  |
|  |           |

|  | Dryomorpha    |
|  |               |
|  | Tenontosaurus |
|  |               |

|  | Rhabdodon                                              |
|  |                                                        |
|  | \| \| Mochlodon \| \| \| \| \| \| Zalmoxes \| \| \| \| |
|  |                                                        |
|  | Mochlodon                                              |
|  |                                                        |
|  | Zalmoxes                                               |
|  |                                                        |

|  | Mochlodon |
|  |           |
|  | Zalmoxes  |
|  |           |

|  | Dryomorpha    |
|  |               |
|  | Tenontosaurus |
|  |               |

|  | Rhabdodon                                              |
|  |                                                        |
|  | \| \| Mochlodon \| \| \| \| \| \| Zalmoxes \| \| \| \| |
|  |                                                        |
|  | Mochlodon                                              |
|  |                                                        |
|  | Zalmoxes                                               |
|  |                                                        |

|  | Mochlodon |
|  |           |
|  | Zalmoxes  |
|  |           |

|  | Dryomorpha    |
|  |               |
|  | Tenontosaurus |
|  |               |

|  | Rhabdodon                                              |
|  |                                                        |
|  | \| \| Mochlodon \| \| \| \| \| \| Zalmoxes \| \| \| \| |
|  |                                                        |
|  | Mochlodon                                              |
|  |                                                        |
|  | Zalmoxes                                               |
|  |                                                        |

|  | Mochlodon |
|  |           |
|  | Zalmoxes  |
|  |           |

|  | Dryomorpha    |
|  |               |
|  | Tenontosaurus |
|  |               |

|  | Rhabdodon                                              |
|  |                                                        |
|  | \| \| Mochlodon \| \| \| \| \| \| Zalmoxes \| \| \| \| |
|  |                                                        |
|  | Mochlodon                                              |
|  |                                                        |
|  | Zalmoxes                                               |
|  |                                                        |

|  | Mochlodon |
|  |           |
|  | Zalmoxes  |
|  |           |

|  | Dryomorpha    |
|  |               |
|  | Tenontosaurus |
|  |               |

|  | Rhabdodon                                              |
|  |                                                        |
|  | \| \| Mochlodon \| \| \| \| \| \| Zalmoxes \| \| \| \| |
|  |                                                        |
|  | Mochlodon                                              |
|  |                                                        |
|  | Zalmoxes                                               |
|  |                                                        |

|  | Mochlodon |
|  |           |
|  | Zalmoxes  |
|  |           |

|  | Dryomorpha    |
|  |               |
|  | Tenontosaurus |
|  |               |

|  | Rhabdodon                                              |
|  |                                                        |
|  | \| \| Mochlodon \| \| \| \| \| \| Zalmoxes \| \| \| \| |
|  |                                                        |
|  | Mochlodon                                              |
|  |                                                        |
|  | Zalmoxes                                               |
|  |                                                        |

|  | Mochlodon |
|  |           |
|  | Zalmoxes  |
|  |           |